# Radács
Radács (szlovákul: Radačov) Radácsszentimre településrésze, 1964 előtt önálló község Szlovákiában, az Eperjesi kerület Eperjesi járásában.

## Fekvése
Eperjestől 13 km-re délnyugatra, a Szinye-patak partján fekszik. Radácsszentimrének a patak bal oldalán fekvő részét képezi.

## Története
1261-ben „Radach” néven említik először. Temploma 1332-ben a pápai tizedjegyzékben szerepel. 1427-ben 25 ház állt a faluban. 1600-ban evangélikus templom, lelkészség, malom és 8 adózó háztartás volt a településen. 1715-ben 10, 1720-ban 4 adózó háztartása volt.
A 18. század végén Vályi András így ír róla: „RADÁCS. Radacso. Tót falu Sáros Vármegyében, földes Urai Gr. Klobusiczky, a’ kinek kastéllyával ékes, és több Uraságok, lakosai katolikusok, fekszik Hernádvizéhez nem meszsze, Eperjeshez egy mértföldnyire. Ispotállya is van, határja hegyeken fekszik, erdeje, legelője, és réttye is van, piatza Eperjesen, első osztálybéli.”
1828-ban 43 háza volt 334 lakossal.
Fényes Elek 1851-ben kiadott geográfiai szótárában így ír a faluról: „Radács, tót falu, Sáros vgyében, ut. p. Eperjeshez nyugot-délre 1 mfd., 332 romai, 40 g. kath., 36 ev., 19 zsidó lak. Kath. paroch. templom. Jó rét és legelő, s erdő. F. u. gr. Klobusiczky, kinek itt kastélya van és m. t. A kis-sárosi savanyuviz-forrás és fördő innen csak 1/2 órányira esik.”
A települést 1910-ben 404-en, többségében szlovákok lakták, jelentős magyar kisebbséggel. 1920 előtt Sáros vármegye Eperjesi járásához tartozott.
1964-ben Sárosszentimrével egyesítették.

## Nevezetességei
Római katolikus temploma a 13. század végén épült, a 18. században átépítették. Kő keresztelőmedencéje 13. századi.

## Lásd még
- Radácsszentimre
- Sárosszentimre